# 마스크 (컴퓨팅)
컴퓨터 과학에서 마스크(mask) 또는 비트마스크(bitmask)는 특히 비트 필드에서 비트 연산에 사용되는 데이터이다. 마스크를 사용하면 바이트, 니블, 워드 등의 다중 비트들을 싱글 비트 연산 작업에서 켜고 끄거나 상호 반전시킬 수 있다.

## 일반적인 비트마스크 기능

### 비트를1로 마스킹
특정 비트를 켜기 위해 code>Y OR 1 = 1과 Y OR 0 = Y라는 원리에 따라 비트연산 OR을 사용할 수 있다. 그러므로 비트를 켜기 위해 OR에 1를 사용할 수 있다. 비트를 변경하지 않은 채로 내버려 두려면 OR에 0을 사용하면 된다.
예: 더 높은 니블(비트 4, 5, 6, 7)을 "on"으로 마스킹. 더 낮은 니블(비트 0, 1, 2, 3)은 변경되지 않음.
```
    
1001
0101   
1010
0101
 OR 
1111
0000   
1111
0000
  = 
1111
0101   
1111
0101
```

### 비트를0으로 마스킹
실제로는 "on" 마스킹(1로 마스킹)보다 "off" 마스킹(0으로 마스킹)을 하는 일이 더 많다. 비트가 0과 함께 AND처리될 때 결과는 무조건 0이다. (예: Y AND 0 = 0) 원래 있던 것처럼 다른 비트들을 남겨두려면 Y AND 1 = Y가 되므로 1과 함께 AND 처리할 수 있다.
예: 더 높은 니블(비트 4, 5, 6, 7)을 "off"로 마스킹. 더 낮은 니블(비트 0, 1, 2, 3)은 변경되지 않음.
```
    
1010
0101   
1010
0101
AND 
0000
1111   
0000
1111
  = 
0000
0101   
0000
0101
```

### 해시 테이블
C에서 modulo와 masking의 예:
```
#include
 
<stdint.h>

#include
 
<string.h>

int
 
main
(
void
)
 
{

    
const
 
uint32_t
 
NUM_BUCKETS
 
=
 
0xFFFFFFFF
;
  
// 2^32

    
const
 
uint32_t
 
MAX_RECORDS
 
=
 
1
<<
10
;
  
// 2^10

    
const
 
uint32_t
 
HASH_BITMASK
 
=
 
0x3FF
;
  
// (2^10)-1

    
char
 
**
token_array
 
=
 
NULL
;

    
// Handle memory allocation for token_array…

    
char
 
token
[]
 
=
 
"some hashable value"
;

    
uint32_t
 
hashed_token
 
=
 
hash_function
(
token
,
 
strlen
(
token
),
 
NUM_BUCKETS
);

    
// Using modulo

    
size_t
 
index
 
=
 
hashed_token
 
%
 
MAX_RECORDS
;

    
// OR

    
// Using bitmask

    
size_t
 
index
 
=
 
hashed_token
 
&
 
HASH_BITMASK
;

    
*
(
token_array
+
index
)
 
=
 
token
;

    
// Free the memory from token_array …

    
return
 
0
;

}

```

## 같이 보기
- 비트 필드
- 비트 연산
- 부분망